# The Soul of Broadway
The Soul of Broadway er en amerikansk stumfilm fra 1915 af Herbert Brenon.

## Medvirkende
- Valeska Suratt som Grace Leonard / La Valencia.
- William E. Shay som William Craig.
- Mabel Allen som June Meredith.
- Sheridan Block som Frederick Meredith.
- George W. Middleton som Monty Wallace.